# Francis Wyndham
Francis Guy Percy Wyndham (* 2. Juli 1924 in London; † 28. Dezember 2017) war ein britischer Schriftsteller und Journalist.

## Leben und Werk
Francis Wyndham wurde 1924 in London geboren, wo er bis zuletzt lebte. Sein Vater Guy Percy Wyndham stammte aus einer bedeutenden Familie und hatte eine erfolgreiche militärische Laufbahn hinter sich. Seine Mutter Violet Lutetia Leverson war die Tochter der Schriftstellerin Ada Leverson, die engste Freundin von Oscar Wilde. Die Familie stand ebenfalls im Kontakt mit Pablo Picasso, Marcel Proust und James Joyce.
Die Erinnerungen an seine Kindheit in der idyllischen Isolation von Wiltshire kurz vor Beginn des Zweiten Weltkriegs verarbeitete Francis Wyndham in seinem Roman The Other Garden (1987).
Ab 1940 besuchte er das Eton College. Nach seinem Abschluss lebte er ein Jahr in Oxford, bis er zur Armee eingezogen wurde. Weil er an Tuberkulose litt, wurde er aus dem Dienst entlassen und kehrte nach London zurück. Er arbeitete für die Times, später für Derek Verschoyle und als Lektor für André Deutsch. Darauf nahm er eine Stelle beim Queen Magazine an, wo er zunächst Theater- und später Literaturkritiken schrieb. 1964 folgte er Mark Boxer zur Sunday Times, für die er bis 1980 zahlreiche Interviews führte.
In seinen Werken folgte Francis Wyndham der Tradition von Henry James und Jane Austen. Sein Roman The Other Garden (1987) wie auch seine beiden Erzählbände Out of the War (1974) und Mrs Henderson and Other Stories (1985) erlebten in Großbritannien und den Vereinigten Staaten ein Comeback. Für seinen Roman The Other Garden erhielt Francis Wyndham 1987 den Whitbread First Novel Award.
Neben seiner eigenen schriftstellerischen Tätigkeit stand Wyndham verschiedenen Autoren ermutigend und inspirierend zur Seite, wie Bruce Chatwin, V.S. Naipaul, Jean Rhys und Edward St Aubyn. Nach dem Tod von Jean Rhys war Wyndham ihr literarischer Nachlassverwalter und gab zusammen mit Diana Melly eine Sammlung ausgewählter Briefe der Autorin heraus (Jean Rhys letters 1931–1966).

## Auszeichnungen
- 1987: Whitbread First Novel Award

## Werke
- Mit David King: Trotsky: A Documentary. A.Lane, 1972, ISBN 0713903341.
- Out of the War. Duckworth, London 1974, ISBN 0-7156-0866-5.
- Mrs Henderson and Other Stories. Jonathan Cape Ltd., London 1985, ISBN 0-224-02306-3.
- The Other Garden. Jonathan Cape Ltd., London 1987, ISBN 0-224-02475-2.
  - dt. Der andere Garten, 2010, ISBN 978-3-908777-57-1.
- The Theatre of Embarrassment. Chatto & Windus, London 1991, ISBN 0-7011-3726-6.

Sammelbände:
- The Collected Fiction of Francis Wyndham. Vorwort von Alan Hollinghurst. Vintage, London 1992, ISBN 0-09-919091-5.
  - Nachdruck: The Other Garden and Collected Stories. Picador, London 2008, ISBN 978-0-330-45720-0.
  - Nachdruck: The Complete Fiction. New York Review of Books, 2009, ISBN 978-1-590-17312-1.

Als Herausgeber:
- Jean Rhys letters 1931- 1966. André Deutsch, London 1984 (co-editor)